# NSB Type 11
Die norwegische Dampflokomotivbaureihe Type 11 waren Lokomotiven mit der Achsfolge 1'C, die zwischen 1891 und 1896 von Dübs and Company in Glasgow und Nylands mekaniske verksted in Oslo in zwölf Exemplaren in verschiedenen Ausführungen für Norges Statsbaner gebaut wurden. Drei Lokomotiven wurden in die Baureihen Type 15d und Type 15h umgebaut. Ihr Hauptaufgabengebiet war in der Anfangszeit die Beförderung von Güterzügen.

## Geschichte
Die Type 11 war eine von drei Dampflokomotivbaureihen, die NSB 1891 gleichzeitig für den Einsatz auf leichter gebauten normalspurigen Strecken beschaffte. Die Baureihe war für den Güterverkehr bestimmt, während NSB Type 12  für Lokalzüge und NSB Type 13  für langlaufende Personenzüge vorgesehen waren. Insgesamt wurden zuerst die drei Lokomotiven 64 bis 66 bestellt.
Die drei Lok-Typen hatten viele Gemeinsamkeiten und wurden in enger Zusammenarbeit zwischen dem Maschinendirektor Oxaal von den Staatsbahnen und der Lokomotivfabrik Dübs and Company in Glasgow entworfen. Type 12 war eine Tenderlokomotive in der gleichen Ausführung wie die Schlepptenderlokomotive der Type 11. Type 11 und Type 12 hatten baugleiche Kessel und Tender.
Nach der ersten Lieferung wurden bei Dübs weitere drei Lokomotiven in Auftrag gegeben. Sie wurden als Verbundlokomotiven gebaut, die zum Bauzeitpunkt 1893 die übliche Dampflokomotiv-Technologie waren. Die Verbundbauart erhöhte das Lokgewicht im Vergleich zur 11a, das teilweise durch die Absenkung der Feuerbüchse und die damit mögliche Verringerung der Rauchrohre eingespart werden konnte.
Solørbanen und Gudbrandsdalsbanen nördlich von Hamar waren im Bau. Diese Strecken wurden in preiswerterer Ausführung als üblich errichtet, als so genannte «lett normalsporet bane» (deutsch leichte normalspurige Bahn). Diese Bauausführung wurde im Storting beschlossen, um die Strecken in Normalspur statt der zu dieser Zeit in Norwegen üblichen Schmalspur zu bauen.
Vier Lokomotiven wurden in Norwegen durch Nylands mekaniske verksted in Christiania gebaut, die als Werft bekannt ist. Die Werkstätte versuchte sich in den 1890er-Jahren kurz mit dem Lokomotivbau.
Wie viele andere norwegische Nassdampflokomotiven wurde die Baureihe zwischen 1890 und 1910, einige Lokomotiven davon jedoch erst nach dem Ersten Weltkrieg modernisiert.

## NSB Type 11a
Die ersten drei Lokomotiven dieser Serie (Dübs 2843 bis 2845) wurden am 18. November 1890 bestellt. Es waren Nassdampf-Lokomotiven mit Zwillingstriebwerk (1’C-2 n2). Sie wurden in die Baureihe 11a eingruppiert.
Die Lieferung erfolgte ein knappes Jahr später. Die drei Lokomotiven wurden auf verschiedene Bahnen aufgeteilt. Nr. 64 kam zur Eidsvoll-Hamarbanen, Nr. 65 zur Kongsvingerbane und Nr. 66 zur Smaalensbane.
Alle drei Lokomotiven wurden umgebaut, zuerst Nr. 65 im Oktober 1918 in die Baureihe 11e, im Januar 1923 folgte Lok Nr. 64. Nr. 66 1919 wurde dagegen in die Baureihe 11d umgebaut.

## NSB Type 11b
Die zweite Teilserie mit drei Exemplaren erhielt ein Verbundtriebwerk (1’C-2 n2v). Sie wurden bei Dübs mit den Baunummern 3027 bis 3029 gebaut, 1893 geliefert und als 11b 75 bis 11b 77 bezeichnet. Sie hatten ein Dienstgewicht von 55 t.
Ihnen folgte eine weitere Bestellung von zwei Lokomotiven, die im Januar 1896 mit den Baunummern 5 und 6 von Nyland gebaut und als 11b 82 am 19. Februar 1896 sowie als 11b 83 am 10. Februar 1896 dem Betrieb übergeben wurden.
Nr. 75 kam zuerst zur Kongsvinger–Flisenbane, Nr. 76 und 77 zur Eidsvold–Ottabane.
11b 83 wurde im Februar 1925 durch den Umbau in eine Heißdampflok in die Baureihe 11f eingereiht.
Eine Umzeichnung von Nr. 77 in Nr. 76 am 6. Mai 1930 ist unklar, da nach den zugänglichen Unterlagen beide Lokomotiven im Dezember 1932 abgestellt und am 18. Februar 1933 ausgemustert wurden. Lok Nr. 82 blieb bis 1944 im Dienst.

## NSB Type 11c
Nach der ersten, von Dübs gelieferten Serie der Verbundbauart 11b folgte 1893 ein neuer Auftrag in gleicher Bauweise, jedoch mit vergrößerter Heizfläche und einem mehr Wasser fassenden Tender. Das Dienstgewicht erhöhte sich dadurch auf 58,1 t. 1893 wurden die beiden bei Dübs (3030 und 3031) gebauten Lokomotiven 11c 78 und 11c 79 geliefert und im Juli in Betrieb genommen. Nyland lieferte die mit den Baunummern 3 und 4 gefertigten Maschinen 11c 80 und 11c 81 1894, sie gingen im März in den Regeldienst.
Die 11c 78 und 11c 79 kamen zur  Eidsvold–Ottabane und zur Smaalensbane. Bei der Eidsvold-Ottabane waren sie für den Einsatz zwischen Eidsvoll und Hamar vorgesehen.
Die Lokomotiven 78 bis 80 wurden 1928 ausgemustert, Nr. 81 verblieb bis 1935 im Dienst.

## NSB Type 11d
Die Lokomotive 11d 66 wurde 1919 aus der 11a 66 umgebaut. Sie erhielt einen neuen Heißdampfkessel, größere Zylinder mit 432 mm Durchmesser und eine Hochwald-Schiebersteuerung. Die Überhitzerheizfläche betrug 18,4 m2. Die Kohlenbretter am Tender wurden angehoben und die Lokomotive erhielt ein neues Führerhaus, so dass sie der Type 21 mit zweiachsigem Tender und verlängertem Achsabstand zwischen der zweiten und dritten Triebachse glich.
Die Lokomotive wurde am 26. November 1954 abgestellt und am 17. Januar 1955 ausgemustert.

## NSB Type 11e
Die Type 11e entstand 1918 durch den Einsatz von dünneren Überhitzerrohren gegenüber der Standardrohre. Diese wurden Smårøroverheter (deutsch Röhrchenüberhitzer) genannt. Die zwei ältesten Lokomotiven, die Nr. 64 im Januar 1923 und die Nr. 65 im Oktober 1918 wurden so umgebaut.
Ein weiterer Umbau erfolgte, als Nr. 65 1931 und Nr. 64 1932 Lokomotiven größere Zylinder mit 432 mm Durchmesser und einen dreiachsigen Tender erhielten. Durch diese Maßnahme erfolgte die Eingruppierung in die Baureihe Type 15h.

## NSB Type 11f
Die Type 11f war das ein Ergebnis der Ausrüstung der Verbundlokomotive 11c 83 mit einem Heißdampfkessel. Sie behielt die Verbundeinrichtung und die Flachschieber. Dieser Umbau erfolgte im Februar 1925 und wurden von den Lokpersonalen als eine schlechte Lösung angesehen. Die Lokomotive wurde im November 1931 mit einem dreiachsigen Tender ausgerüstet und in die Baureihe Type 15d eingereiht.

## NSB Type 11g
Ein weiterer geplanter Umbau einer Lokomotive in die schon mit technischen Daten belegten Heißdampfvariante 11g unterblieb.

## Einsatz
Die Serie war eigentlich für den Güterzugdienst konstruiert worden. Die Lokomotiven wurden jedoch in späteren Jahren für Personenzüge mit niedrigen Geschwindigkeiten eingesetzt. Die vielseitig verwendbare Bauart fand vor allem Verwendung auf Strecken mit leichterem Oberbau.
In den letzten Einsatzjahren fuhr die Baureihe Arbeits- und Bauzüge. Von Lok Nr. 66 existieren Fotografien beim Bau der Nordlandsbane während der 1930er Jahre.

## Ausmusterung
Die Ausmusterung und Verschrottung der nicht umgebauten Lokomotiven begann bereits 1928 (Nr. 78–80), nach 35 Dienstjahren. 1945 waren alle nicht umgebauten Lokomotiven ausgemustert.
Übrig blieb nur noch die umgebaute 11d 66. Die drei anderen Lokomotiven waren durch die Ausrüstung mit einem dreiachsigen Tender in die Type 15 umgebaut worden. Nr. 66 wurde zum Ende des Eisenbahnjubiläumsjahres 1954 außer Dienst gestellt und offiziell am 17. Januar 1955 ausgemustert.